# Langdammen
Langdammen er en lille gade og navnet på et område i Viborg. Gaden er cirka 30 meter lang og går ud som en lille gyde mod vest, fra Trekronervej i syd.
Gaden fik sit navn i 1941, efter den lille dam der lå i området. I slutningen af 1800-tallet var der heftige diskussioner om dammens ejer, kommunen, helt skulle sløjfe vandhullet, men i år 1900 blev der anlagt et lille rekreativt område. Hele anlægget blev fjernet da man anlagde byens første rutebilstation. Ved den store omlægning af hele området omkring rutebilstation og Viborg Station i 1990'erne, forsvandt den gamle rutebilstation, og en ny blev opført på den modsatte side af Toldbodgade.
På Langdammen findes kun 2 husnumre. I nummer 1 findes en bygning opført i 1902, og i den nyopførte ejendom i nummer 2 har Viborg Kommune flere bo- og behandlingstilbud for misbrugere og psykisk syge.